# Bulbophyllum occlusum
Bulbophyllum occlusum là một loài phong lan thuộc chi Bulbophyllum.